# 白鳥常男
白鳥 常男（しらとり つねお、1922年4月14日 - 2012年10月16日）は、宮城県出身の医学者。奈良県立医科大学名誉教授。

## 経歴
宮城県築館中学校（現・宮城県築館高等学校）出身。陸軍航空士官学校を経て、東北帝国大学医学部へ進学、1950年に卒業。大学に勤務し、1959年日本平滑筋学会の前身、平滑筋・筋電図研究会の設立発起人となる。1961年東北大学医学部第一外科学講師、1971年同教室助教授となる。翌1972年初代中島佐一教授の後を受けて、奈良県立医科大学第一外科学教室教授。1979年 - 1981年、厚生省特定疾患「炎症性腸管障害」調査研究班班長。1980年同大学附属病院長。1988年同大学定年退職、叙名誉教授。その後は、秋田労災病院の院長を務めた。1997年勲三等旭日中綬章叙勲。2012年10月16日肺炎のため死去。大腸癌、クローン病、潰瘍性大腸炎などに多くの業績を残し、『大腸癌の手術』等の著書を残した。死後、日本平滑筋学会は白鳥の業績をたたえ、若手研究者に対する、「白鳥常男賞」を2014年に創設し、表彰を行っている。